# Igor Sergeev
Igor Sergeev (nacido el 30 de abril de 1993) es un futbolista uzbeko de etnia rusa quien juega como delantero para el FC Pajtakor Tashkent en la Liga de fútbol de Uzbekistán. Un delantero alto y poderoso, prolífico frente a la meta. Es considerado ampliamente como uno de los más brillantes jóvenes talentos de fútbol de Asia.

## Trayectoria

### Pakhtakor
Sergeev hizo su debut en la Liga Profesional de Uzbekistán con el Pakhtakor el 5 de marzo de 2011 contra el Qizilqum, en el estadio de Pakhtakor Markaziy, como sustituto de Temurkhuja Abdukholikov en el minuto 90.

### Beijing Guoan
El 6 de julio de 2016, Sergeev es cedido en préstamo al Beijing Guoan FC, con un cargo de 200.000 euros. Se une así a su antiguo compañero Egor Krimets, usando el dorsal 15.

## Selección nacional
Sergeev se había establecido como regular en la sub-20 de Uzbekistán. Salió máximo goleador del Campeonato sub-19 de la AFC 2012, marcando 7 goles, ayudando a Uzbekistán a llegar a las semifinales, donde perdieron contra la sub-20 de Corea del Sur con marcador de 3-1.
Hizo el debut en la selección absoluta de Uzbekistán el 10 de septiembre de 2013 en la Clasificación para la Copa del Mundo FIFA 2014 contra Jordania. Fue seleccionado para la Copa Asiática 2015, celebrada en Australia. Sergeev jugó tres partidos y anotó el gol de la victoria por 1-0 contra la selección de Corea del Norte en el partido inaugural del grupo B.
Durante la Clasificación para la Copa del Mundo Rusia 2018, Igor ha anotado varios goles goles, ayudando significativamente a su selección nacional a vencer a muchas naciones. Igor Sergeev, de 22 años, ha establecido una reputación como una de las estrellas más prometedoras de Asia al anotar con regularidad para su club y su país.

## Estadísticas

### Club
Actualizado al 12 de marzo de 2015
| Club               | Temporada | Liga    | Liga  | Copa    | Copa  | AFC     | AFC   | Total   | Total |
| Club               | Temporada | Presen. | Goles | Presen. | Goles | Presen. | Goles | Presen. | Goles |
| ------------------ | --------- | ------- | ----- | ------- | ----- | ------- | ----- | ------- | ----- |
| Pakhtakor Tashkent | 2011      | 2       | 0     | 0       | 0     | 1       | 0     | 3       | 0     |
| Pakhtakor Tashkent | 2012      | 5       | 0     | 1       | 0     | 0       | 0     | 6       | 0     |
| Pakhtakor Tashkent | 2013      | 20      | 5     | 2       | 0     | 6       | 0     | 28      | 5     |
| Pakhtakor Tashkent | 2014      | 25      | 11    | 5       | 2     | -       | -     | 30      | 13    |
| Pakhtakor Tashkent | 2015      | 30      | 23    | 0       | 0     | 6       | 3     | 36      | 29    |
| Pakhtakor Tashkent | 2016      | 15      | 11    | 2       | 2     | 6       | 5     | 23      | 18    |
| Beijing Guoan FC   | 2016      | 0       | 0     | 0       | 0     | -       | -     | 0       | 0     |
| Total              | Total     | 97      | 51    | 10      | 2     | 19      | 8     | 126     | 61    |

### Internacional
Goles marcados para la selección
| 1.                          | 15 de octubre de 2013   | Pakhtakor Markaziy Stadium, Tashkent, Uzbekistán | Vietnam                | 3–1 | 3–1 | Clasificación para la Copa Asiática 2015      |
| 2.                          | 15 de noviembre de 2013 | Mỹ Đình National Stadium, Hanói, Vietnam         | Vietnam                | 2–0 | 3–0 | Clasificación para la Copa Asiática 2015      |
| 3.                          | 5 de marzo de 2014      | Bunyodkor Stadium, Taskent, Uzbekistán           | Emiratos Árabes Unidos | 1–1 | 1–1 | Clasificación para la Copa Asiática 2015      |
| 4.                          | 4 de septiembre de 2014 | Pakhtakor Markaziy Stadium, Tashkent, Uzbekistán | Jordania               | 1–0 | 2–0 | Amistoso                                      |
| 5.                          | 10 de enero de 2015     | Stadium Australia, Sídney, Australia             | Corea del Norte        | 1–0 | 1–0 | Copa Asiática 2015                            |
| 6.                          | 16 de junio de 2015     | Kim Il-sung Stadium, Pyongyang, Corea del Norte  | Corea del Norte        | 1–4 | 2-4 | Clasificación para la Copa Mundial Rusia 2018 |
| 7.                          | 8 de septiembre de 2015 | Estadio Deportivo Filipino, Bulacán, Filipinas   | Filipinas              | 3–0 | 5–1 | Clasificación para la Copa Mundial Rusia 2018 |
| 8.                          | 8 de septiembre de 2015 | Estadio Deportivo Filipino, Bulacán, Filipinas   | Filipinas              | 4–0 | 5–1 | Clasificación para la Copa Mundial Rusia 2018 |
| 9.                          | 12 de octubre de 2015   | Bahrain National Stadium, Riffa, Baréin          | Baréin                 | 2–0 | 4-0 | Clasificación para la Copa Mundial Rusia 2018 |
| 10.                         | 8 de noviembre de 2015  | Pakhtakor Markaziy Stadium, Tashkent, Uzbekistán | Corea del Norte        | 1–1 | 3–1 | Clasificación para la Copa Mundial Rusia 2018 |
| Hasta el 4 de abril de 2016 |                         |                                                  |                        |     |     |                                               |

## Palmarés

### Club
Pakhtakor Tashkent
- Liga Profesional de Uzbekistán (3): 2012, 2014, 2015
- Liga Profesional de Uzbekistán (1): 2011
- Copa de Uzbekistán (1): 2011

BG Pathum United
- Copa de la Liga de Tailandia (1): 2023–24

### Internacional
Uzbekistán
- Campeonato sub-19 de la AFC 2012: Semifinal

### Individual
- Máximo goleador del Campeonato sub-19 de la AFC 2012: (7 goles)
- Máximo goleador de la Liga de Fútbol de Uzbekistán 2015: (23 goles)